# Mönhhán járás
Mönhhán járás (mongol nyelven: Мөнххаан сум) Mongólia Szühebátor tartományának egyik járása. Területe 7400 km². Népessége kb. 5100 fő.
Székhelye, Bajaszgalant (Баясгалант) 99 km-re fekszik Barún-Urt tartományi székhelytől.